# Банда братьев Коротковых
Банда братьев Коротковых — одно из наиболее жестоких бандитских формирований в истории Екатеринбурга и Свердловской области, на протяжении двух лет своей деятельности совершившее более 80 преступлений, в числе которых 25 убийств.

## История создания
Все члены банды проживали в одном и том же районе Екатеринбурга — Уралмаше и имели рабочее происхождение. С детства они начали заниматься криминальной деятельностью, но, как ни странно, никто из основных членов банды до 1996 года не был привлечён к уголовной ответственности.
Со временем в молодёжной группировке выявились лидеры — Александр Викторович Коротков, 1975 года рождения, и его брат Владимир, 1976 года рождения. По воспоминаниям людей, лично знавших Александра, тот имел злобный и деспотичный характер.
В начале 1990-х годов формирование банды было завершено. Всего она насчитывала около 30 человек. Для прикрытия криминальной деятельности банды было создано так называемое общество с ограниченной ответственностью «Онис». Роль помещения «Ониса» играл подвал в здании школы-интерната на улице Восстания, дом 34.

## Преступления
Банда начала свою криминальную деятельность хаотично, без особенной подготовки. Её члены стали нападать на уличные палатки. Действовали всегда по одному и тому же сценарию — врывались в палатку, приставляли нож к горлу продавца и забирали товар и деньги.
13 июня 1995 года Коротковы совершили разбойное нападение на квартиру супругов Чернобривкиных, при этом застрелив обоих. Как выяснилось впоследствии, Коротковы читали объявления о продаже ценных вещей, а выбрав, нападали на квартиры. В данном случае Чернобривкины продавали шубу.
Уже через неделю, 20 июня 1995 года, бандиты совершили разбойное нападение на склад фирмы «Квартал» на улице Краснофлотцев, при этом убив одного сотрудника фирмы и тяжело ранив другого. Впоследствии раненый при нападении сотрудник «Квартала» рассказывал:
Когда мы с напарником открыли дверь в подвал, начали готовить кроссовки, для того, чтобы погрузить их в машину. Когда я начал выходить, я увидел двух вооружённых мужчин, хотел закрыть перед ними дверь, но не успел, и они начали стрелять…
Параллельно с этими преступлениями бандиты занимались и обычными квартирными кражами. Не прошло и недели после налёта на «Квартал», как милицейский патруль заметил одного из членов банды с мешком, набитым украденными вещами. Бандит бросил мешок, попытался скрыться, но за ним погнался милиционер Поляков. Тогда бандит стал отстреливаться. В результате Поляков был убит, а бандит скрылся.
Сбыт кроссовок, похищенных со склада «Квартала», Коротковы поручили одному из членов своей банды, некоему Дмитрию Догаеву. Догаев успешно реализовал часть товара через продавцов на вещевом рынке на улице Бебеля, но вскоре у Александра Короткова зародилось подозрение, что Догаев укрывает деньги за кроссовки. В ходе конфликта на этой почве Коротков убил Догаева.
С августа 1995 года бандиты стали применять новый вид разбойных нападений на квартиры: по ночам члены банды спускались с крыш на верёвках, разбивали стёкла квартир и проникали внутрь. Таким образом они совершили большое количество разбоев.
Вскоре несколько членов банды вместе с Коротковыми попали в автомобильную аварию. Пострадавшая сторона в лице неких Кибардина и Слонина потребовала денег за ремонт, однако бандиты застрелили и ограбили обоих.
В течение 1995 года банда братьев Коротковых, поочерёдно меняя состав, совершала нападения на магазины, квартиры, склады. Так, в декабре 1995 года в ювелирном магазине «Посылторг» они забрали большое количество ювелирных изделий общим весом более килограмма, ранив при этом охранника.
22 декабря 1995 года членам банды Аузиньшу и Мотовилову, находившимся в состоянии алкогольного опьянения, показалось, что продавщица киоска, находившегося у дома № 52 по улице 40-летия Октября, грубо с ними разговаривала. Тогда бандиты взяли дома гранату и метнули её в киоск. Продавщица погибла на месте, а случайного свидетеля убийства бандиты похитили, вывезли за город и убили. Вскоре после этого, 23 января 1996 года, Коротков убил Мотовилова и его сожительницу.
29 декабря 1995 года бандиты напали на оружейный магазин «Беркут» на проспекте Космонавтов. Продавец магазина так описал этот налёт:
...Он потребовал ключи от сейфа с боеприпасами, я отказался ему их выдать. Тогда они набросились на меня и начали избивать чем попало. После этого они забрали четырнадцать карабинов и ружей, ножи, прицелы, пистолеты, в общем, всё, из чего можно убивать и стрелять…
В начале 1996 года бандиты продолжили терроризировать Екатеринбург. Почти каждый день они совершали налёты на магазины, квартиры, коммерческие киоски, не гнушаясь и убийств. Так, 16 января 1996 года члены банды напали на магазин «Levi`s» в Кировском районе Екатеринбурга, в результате чего охранник, сотрудник милиции Сергей Правда получил огнестрельное ранение и впоследствии, уже после задержания банды, умер в больнице. Раненый Правда успел дать показания, в результате чего были опознаны братья Коротковы.
Коротковы дарили своим сожительницам и их родителям награбленные вещи. Так, сожительница Владимира Короткова вела дневник, который впоследствии был приобщён к материалам уголовного дела. Следователь Михаил Мильман зачитал и прокомментировал часть дневника так:
...27.10.1995 - сегодня мне Вова подарил магнитофон «Sony», двухкассетный, классный... Этот магнитофон был похищен 26 октября, 27 он ей дарит, а она это записывает в дневник…
23 января 1996 года бандиты вновь ограбили ювелирный магазин, убив при этом охранника Айдара Гайнетдинова. Сотрудники милиции установили наблюдение за всеми точками сбыта драгоценностей. 25 января Александр и Владимир Коротковы, а также член их банды Виталий Голенков появились у одного из перекупщиков на Таганском рынке. Однако их неожиданно остановил милицейский патруль, попросив предъявить документы. В ответ на это бандиты открыли огонь, наповал убив двоих милиционеров, а затем бросились бежать. В погоню за ними побежали милиционеры из засады у перекупщика. Коротковы и Голенков оказали яростное сопротивление. Так, у детского сада они бросили в преследовавших их милиционеров гранату, и только чудом осколки не ранили детей. Оба Коротковых были задержаны, а Голенков сумел скрыться.

## Аресты, следствие и суды
Бандиты молчали недолго и вскоре выдали всех членов банды. Последним был арестован Виталий Голенков, который при задержании попытался взорвать гранату, но был обезврежен майором Андреем Кочуровым, который за проявленный героизм был награждён орденом Мужества. У бандитов был изъят огромный арсенал оружия. В следственном изоляторе во время свидания с матерью Александр Коротков попытался убить её за то, что она плохо относилась к его сожительнице, однако был вовремя обезврежен.
Объём уголовного дела по обвинению банды братьев Коротковых составил 55 томов. На скамье подсудимых оказались 24 члена банды. Всего было раскрыто 83 преступления, из них 21 убийство. На процессе бандиты, зная, что смертная казнь, которая полагалась им по законам, действовавшим до 1997 года, их минует, вели себя нагло и развязно. Они отказывались отвечать на вопросы, пока из зала суда не будут удалены журналисты и камеры. Суд проходил в физкультурном зале екатеринбургского ОМОНа. Александр Коротков угрожал судьям, прокурору и присяжным, заявляя, что, когда выйдет, расквитается с ними. Конечный вердикт гласил: Александр Коротков получил 15 лет лишения свободы, Голенков, Фёдоров и Владимир Коротков получили по 14 лет, Кошеленко — 13 лет. Остальные члены банды получили меньшие сроки. Верховный Суд России оставил приговор без изменения.
6 декабря 2001 года Александр Коротков умер в тюрьме от кровоизлияния в мозг. Ещё несколько членов банды — Владимир Коротков, Голенков, Фёдоров и Потёмкин вновь предстали перед судом за 4 совершённых ими убийства, которые не были доказаны в ходе первого судебного разбирательства. Приговор остался тем же — 15 лет лишения свободы.

## В массовой культуре
- Документальный фильм «Изморозь» (1 серия, 2 серия) из цикла «Спецпроект Телевизионного Агентства Урала (ТАУ)» (2000)
- Документальный фильм «„Крысоловы“» из цикла «Криминальная Россия» (2002)